# Gunpowder (rivière)
La Gunpowder est une rivière du Maryland aux États-Unis.

## Description
Elle prend sa source dans le comté de York à l'extrême sud de la Pennsylvanie et forme alors la Big Gunpowder. Après un cours de 450 km, son cours final sur une dizaine de kilomètres, formé par les petites et grandes chutes Gunpowder, elle se jette en baie de Chesapeake à 26 km à l'est de Baltimore.

## Botanique
Une espèce d’algue invasive, Didymosphenia geminata, y a été identifiée en mai 2018.